# 호그와트
호그와트 마법학교(영어: Hogwarts School of Witchcraft and Wizardry)는 소설 《해리 포터》 시리즈에 등장하는 고드릭 그리핀도르, 살라자르 슬리데린, 로웨나 래번클로, 헬가 후플푸프 4명이 학생들을 가르치고자 만든 마법 학교이다.

## 역사

### 초기
호그와트는 천 년 전에 두 명의 마법사 고드릭 그리핀도르, 살라자르 슬리데린과 두 명의 마녀 로웨나 래번클로, 헬가 후플푸프에 의해 설립되었다. 이 넷은 당시 유럽 마법사 세계에서 가장 크게 인정받던 마법사들이었으며, 서로 매우 친했다. 네 명의 설립자들은 각자의 엄격한 기준에 따라 학생들을 선별하였는데 그 중 살라자르 슬리데린은 마법사 부모에게서 태어난 순수 혈통만을 학생으로 받아들이려 했다. 이로 인해 다른 설립자들(특히 고드릭 그리핀도르)과 분열이 일어나게 되었으며, 결국 살라자르 슬리데린은 학교를 떠났다. 슬리데린은 학교를 떠나기 전에 학교 내부에 비밀의 방을 만들어 놓고 그 안에 바실리스크를 두어서 마법을 공부할 가치가 없는 머글태생학생들을 죽이도록 하였으며, 호그와트를 떠난 뒤 자신의 후계자가 입학할 때 열릴 수 있도록 봉인했다.

호그와트 설립 약 300년 후, 유럽에서 가장 잘 알려진 마법학교 호그와트, 보바통, 덤스트랭이 모여 여는 트라이위저드 경기가 최초로 개최되었다. 하지만 경기에서 생기는 사망자 수가 너무 늘어나면서 1994년까지 중단되었다. 이후 1994년 다시 개시했으나 세드릭 디고리가 사망하며 즉시 폐지되었다.

### 최근
1943년
톰 리들이 5학년일 때 비밀의 방을 열었다. 이로 인해 학생 모우닝 머틀이 살해당하자 마법부는 범인을 밝혀내지 않으면 학교를 폐쇄하겠다고 위협을 하였다. 리들은 머글 고아원으로 다시 돌아가고 싶지 않아했기 때문에, 루베우스 해그리드에게 죄를 뒤집어씌웠고, 결국 해그리드가 학교에서 퇴학당하면서 학교는 다시 정상화되었다. 하지만, 덤블도어 교수는 해그리드를 믿었기에 학교 당국과 의논하여 그를 학교의 사냥터지기로 남기기로 했고, 3편에서는 신비한 동물 돌보기 교수로 정했다.

1992년
살라자르 슬리데린의 비밀의 방이 다시 열렸다. 해리는 지니 위즐리가 톰 리들의 일기에게 조종당해 이런 일을 일으켰다는 것을 밝혀내고, 일기장을 파괴시키며 바실리스크를 죽여 지니를 구해냈다.

1994년
오랜 기간 동안 중단되었던 트리위저드 경기가 호그와트에서 개최되었다. 해리는 앨러스터 무디로 변신한 바티 크라우치 2세 때문에 강제로 경기에 참가하게 되었으며, 바티 크라우치 2세는 해리가 트리위저드에서 우승할 수 있도록 도와주었다. 마지막 과제인 미로의 결승점인 트리위저드 컵이 포트키였고, 그 컵을 동시에 만진 해리와 세드릭 디고리는 볼드모트가 기다리고 있던 리틀 행글턴으로 이동하였다. 그곳에서 세드릭은 살해되었으며, 해리만 가까스로 호그와트로 돌아올 수 있었다.

1995년
마법부가 호그와트를 통제하기 위해 돌로레스 엄브릿지 마법부 차관을 학교로 보냈다. 엄브릿지는 어둠의 마법 방어술 교수와 호그와트 장학사직을 역임하면서 학생들을 억압했다. 결국 그들의 분노는 엄브릿지가 교장이 되면서 폭발했고, 차후에는 마법부 미스터리 부서의 사건으로 발전했다. 볼드모트의 부활이 알려진 이후 퍼지 장관과 엄브릿지는 각각 자기 자리를 사임했고 사건은 원점으로 돌아갔다.

1996년
학년말에는 교장 알버스 덤블도어가 자신이 세운 책략에 따라 교수 세베루스 스네이프에 의해 살해되었다. 덤블도어의 뒤를 이어 세베루스 스네이프 교수가 교장이 되었다. 그리고 해리 포터는 호크룩스를 찾아 학교를 떠난다.

1997년
세베루스 스네이프 교수가 교장에 역임되고, 그의 방어술 과목 후임으로 아마커스 캐로우, 머글 연구 교수는 알렉토 캐로우가 내정되었다. 이들이 계속 머글들에 대한 비판과 어둠의 마법만을 요구하자 이에 반발한 학생들이 덤블도어의 군대에 속속이 합류하고 필요의 방에 모여든다. 호그와트에서 전투가 벌어지기 전 슬리데린 기숙사 학생들 대부분은 전투를 피해 대피한다. 볼드모트에 맞서 싸운 슬리데린 학생은 없으며, 볼드모트를 도우려 한 말포이 일행 중 크레이브는 사망, 말포이와 고일은 운 좋게 살아남는다.
학교에 죽음을 먹는 자들이 들이닥치자 사태는 급진전 되었고 호그와트 전투에서 콜린 크리비, 프레드 위즐리, 루핀 부부 등 많은 사람이 사망한다. 결국 죽음을 먹는 자들은 퇴각했고 볼드모트가 해리 포터에게 패배하면서 사태는 일단락되지만, 학교 안에서 어둠의 잔재를 청산하기까지는 오랜 시간이 걸렸다.
후로 네빌 롱바텀은 호그와트의 약초학 교수가 되고 해리와 지니가 결혼, 론과 헤르미온느가 결혼함으로써 가족이 된다. 그후로 그들은 자식도 낳는다.

## 교통

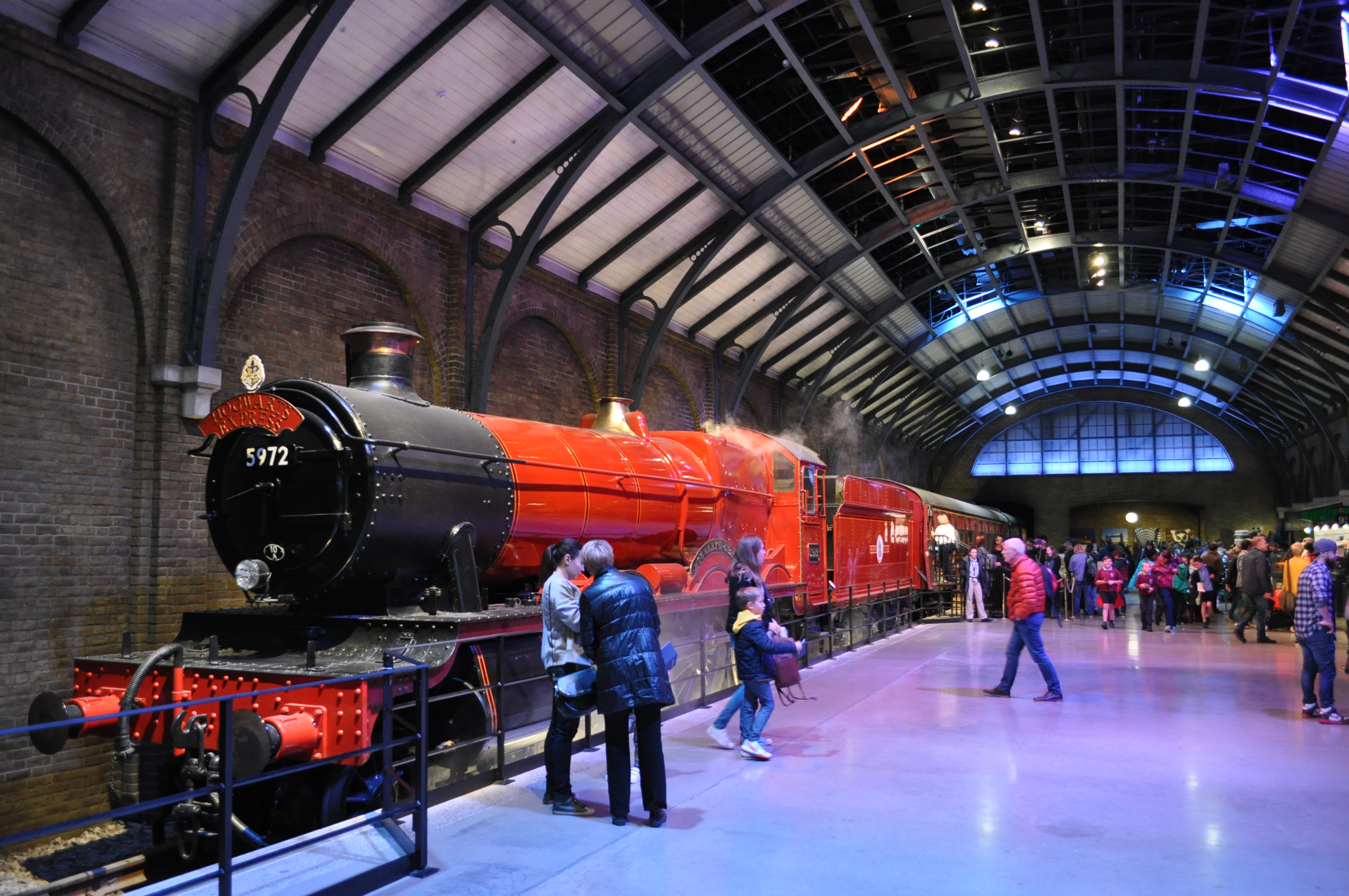
호그와트 익스프레스
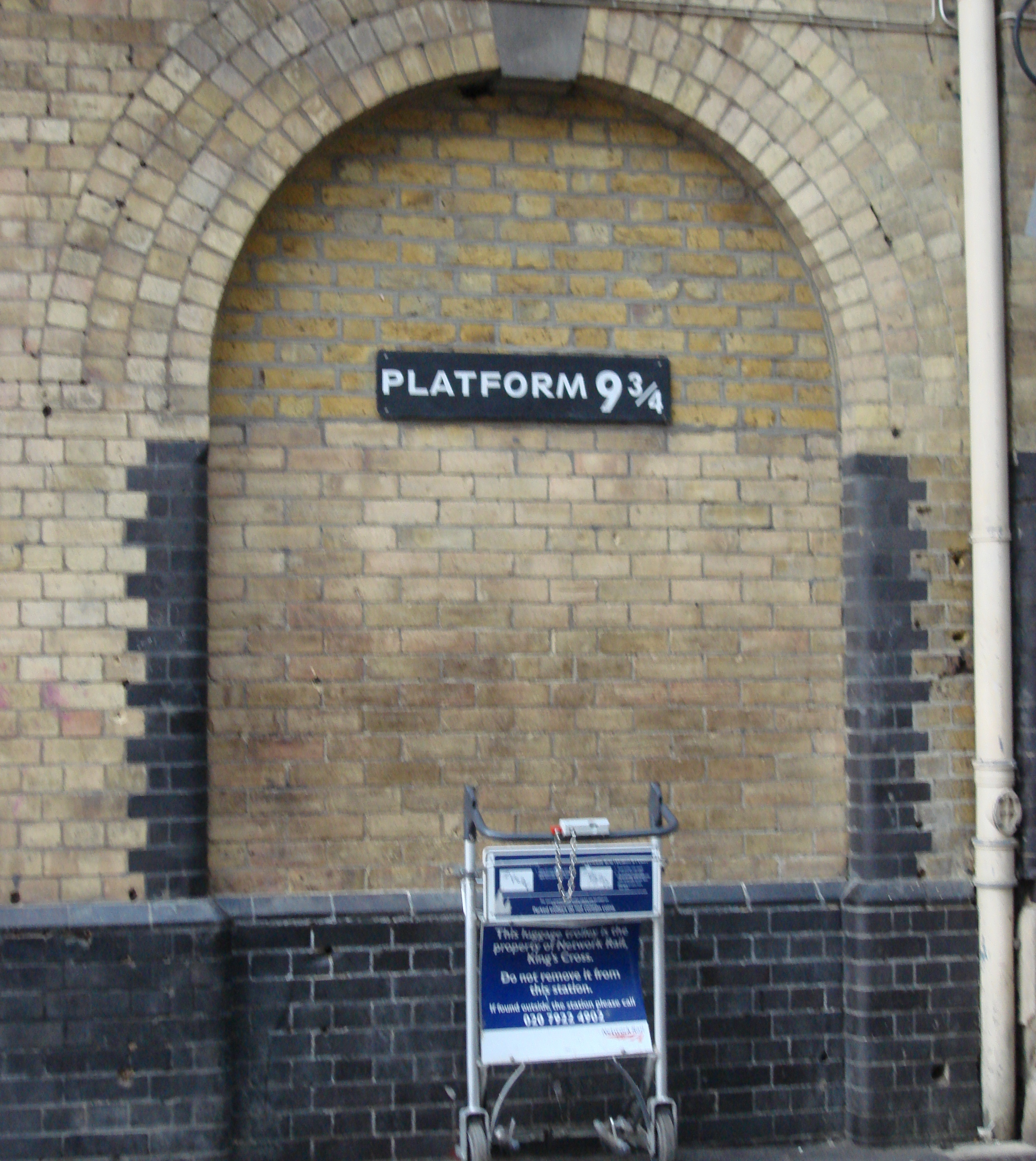
킹스 크로스 역의 9와 3/4 승강장
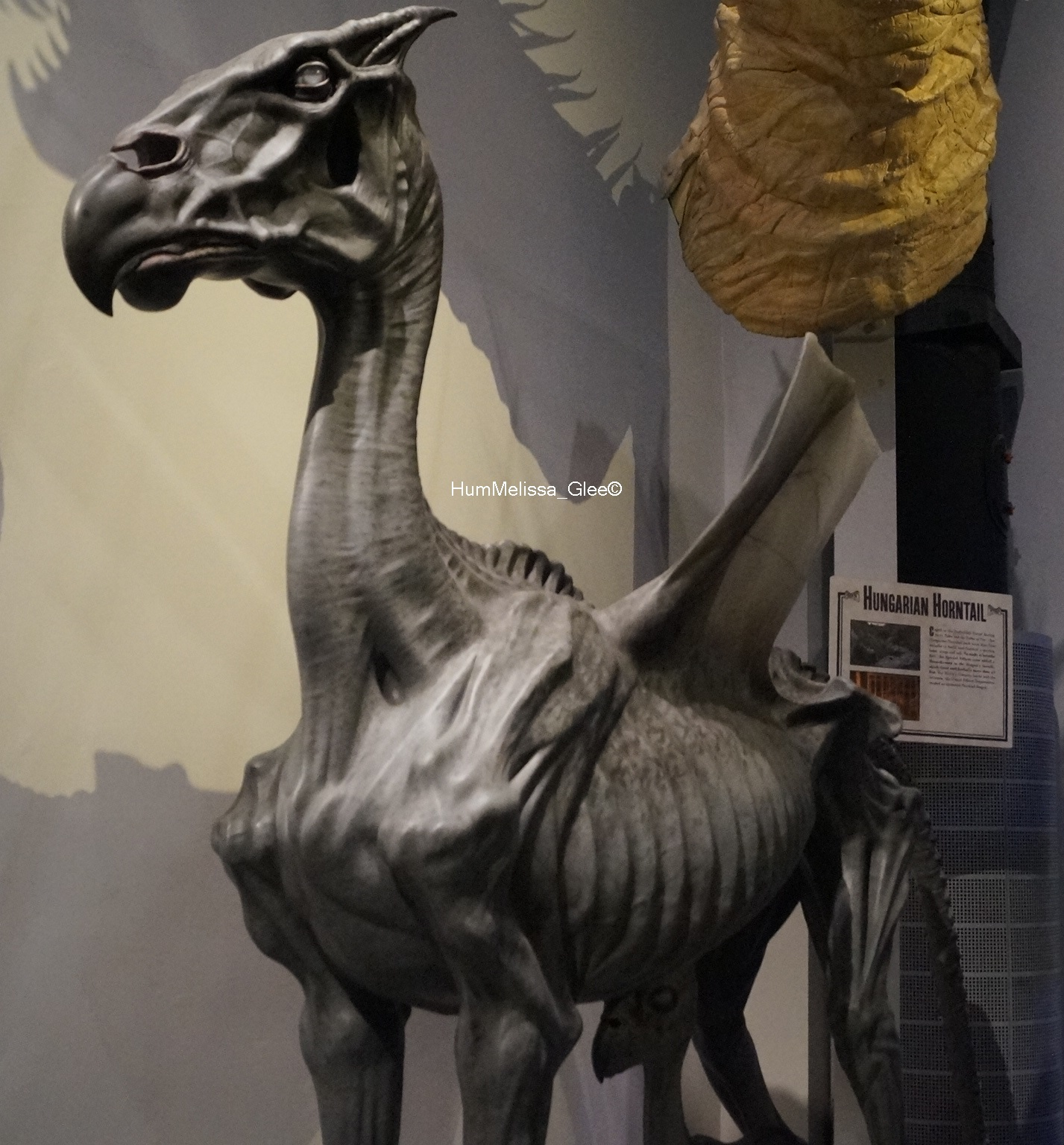
세스트랄

킹스 크로스 역의 9와 4분의 3번 승강장에서 출발하는 호그와트 급행열차를 타야 한다. 호그와트 근처의 기차역인 호그스미드 역에서 내려 호그와트까지 올 수 있다. 신입생은 배를 타고, 재학생은 세스트랄(죽음을 본 사람에게만 보이는 마법 생물)이 끄는 마차를 타고 학교로 이동한다. 출발 지점에서 목적점까지는 약 10시간이 걸린다.

## 기숙사
호그와트는 기숙사 체계를 사용하고 있다. 호그와트 신입생들은 마법의 분류 모자에 의해 그리핀도르, 후플푸프, 래번클로, 슬리데린 중 하나의 기숙사로 배정된다. 또한 각 기숙사마다 기숙사 유령이 있으며, 기숙사마다 출입 방식이 다르다.

### 그리핀도르 (Gryffindor)
초상화인 뚱뚱한 여인 그림에게 암호를 말하고 들어간다. 맞으면 열어주고 아니면 열어주지 않는다.

### 래번클로 (Ravenclaw)
문 앞 독수리 모양 문고리가 내는 문제를 맞추고 들어가는데 이 문제가 너무 어려워, 이 때문에 래번클로의 문 앞에는 문제를 풀려고 끙끙대거나 다른 사람이 풀어주기를 기다리는 학생들을 흔히 볼 수 있다.

### 슬리데린 (Slytherin)
2주에 한 번씩 바뀌는 암호를 말하면 들어갈 수 있다.

### 후플푸프 (Hufflepuff)
헬가 후플푸프의 운율에 맞춰 나무로 된 통을 두드리고 들어간다. 이때 잘못 두드리면 통에서 식초가 쏟아져 나온다. 그 식초를 밟으면 안되니 후플푸프는 다 맞추고 들어가는 학생들이 대부분이다.

## 건물 구조

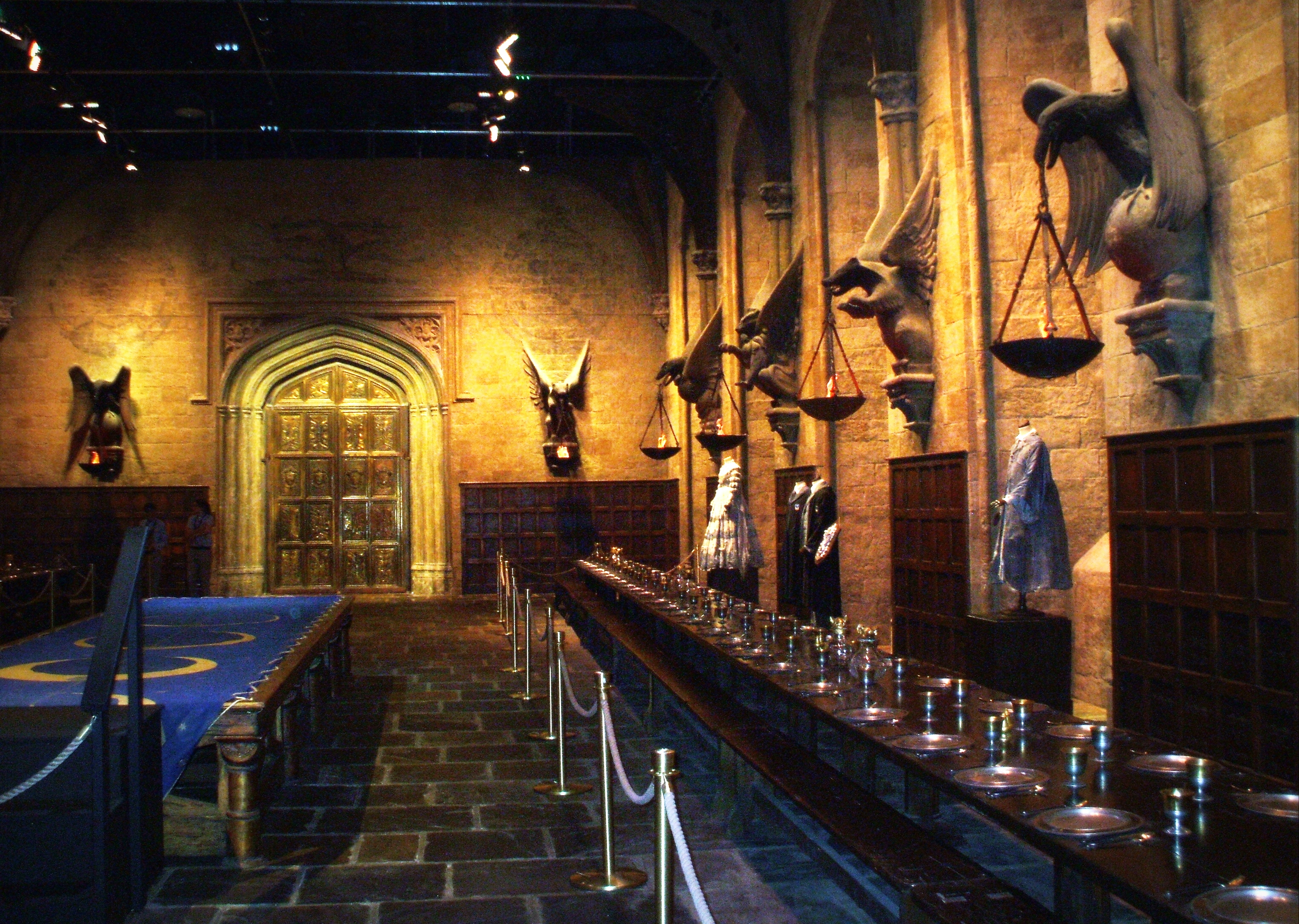
그레이트 홀의 영화 세트, 호그와트.

곳곳에 수많은 움직이는 계단이 있다. 또한 4개의 기숙사가 있고, 각각의 기숙사는 남/여 기숙사, 휴게실로 나뉘어 있다. 남학생이 여학생의 기숙사로 들어가려고 하면 계단이 미끄럼틀로 변해 못 들어가게 막지만, 여학생들이 남학생 기숙사로 들어가려 하면 아무 일도 일어나지 않는다. 건물은 성 같은 형태로,

### 천문학
교수:
1. 오로라 시니스트라

### 신비한 동물 돌보기
교수:
1. 케틀번
2. 루비우스 해그리드
3. 윌헬미나 그루블리 프랭크[3]

### 마법
교수:
1. 필리우스 플리트윅

### 어둠의 마법 방어술[4]
교수:
1. 메리쏘우트[5]
2. 퀴리너스 퀴렐
3. 질데로이 록허트
4. 리무스 루핀
5. 앨러스터(매드아이) 무디[6]
6. 돌로레스 엄브릿지[7]
7. 세베루스 스네이프
8. 아마커스 캐로

### 점술
교수:
1. 사이빌 트릴로니

### 약초학
교수:
1. 포모나 스프라우트
2. 네빌 롱바텀

### 마법의 역사
교수:
1. 커스버트 빈스[8]

### 마법약
교수:
1. 세베루스 스네이프
2. 호러스 슬러그혼[9]

### 변신술
교수:
1. 미네르바 맥고나걸

### 머글 연구
교수:
1. 체러티 버베이지
2. 알렉토 캐로우

### 산술점
교수:
1. 셉티마 백터

### 그 외
- 아르마 핀스: 도서관 사서
- 아거스 필치: 관리인
- 폼프리 부인:양호 교사

### 평가
1학년부터 4학년까지는 다음 학년에 올라가기 위한 시험만을 통과하면 된다. 정규 시험들은 일반적으로 100점 만점으로 평가를 받는다. 그 해의 시험에 불합격한 학생은 다음 해에 그 수업을 다시 들어야 한다.
성인이 되면(만 17세) 순간이동 시험을 치를 수 있다.
중요하게 다루어지는 시험은 표준 마법사 시험 O.W.L.(Ordinary Wizarding Level examination)과 고난도 마법사 시험 N.E.W.T.(Nastily Exhausting Wizard Test)가 있다. 5학년 말에는 O.W.L.을 치르며, 이 시험에 통과한 학생들은 7학년 말에 O.W.L.을 통과한 과목에 한하여 N.E.W.T.에 응시할 수 있다. 두 시험의 평가는 다음으로 이루어진다.
| 합격 - O(Outstanding - 특출함) - E(Exceeding Expectations - 기대 이상) - A(Acceptable - 보통) | 불합격 - P(Poor - 형편없음) - D(Dreadful - 끔찍함) - T(Troll - 트롤 수준) |

## 교가

### 한국어
"호그와트, 호그와트, 호기 와티, 호그와트,

제발 좀 가르쳐 주세요,

노인이고 대머리이건

무릎에 때가 낀 어린애들이건,

머리에 채울 것이 필요해요,

아주 재미있는 걸로 말이에요.

우리 머리는 지금 텅 비어 있어요.

파리 시체와 솜털만 조금 있을 뿐이죠."

### 영어
"Hogwarts, Hogwarts, Hoggy Warty, Hogwarts,

Teach us something please,

Whether we be old and bald

Or young with scabby knees,

Our heads could do with filling

With some interesting stuff,

For now they're bare and full of air,

Dead flies and bys of fluff,

So teach us things worth knowing,

Bring back what we've forgot,

Just do your best, we'll do the rest,

And learn until our brains all rot."

## 학교 생활

### 음식

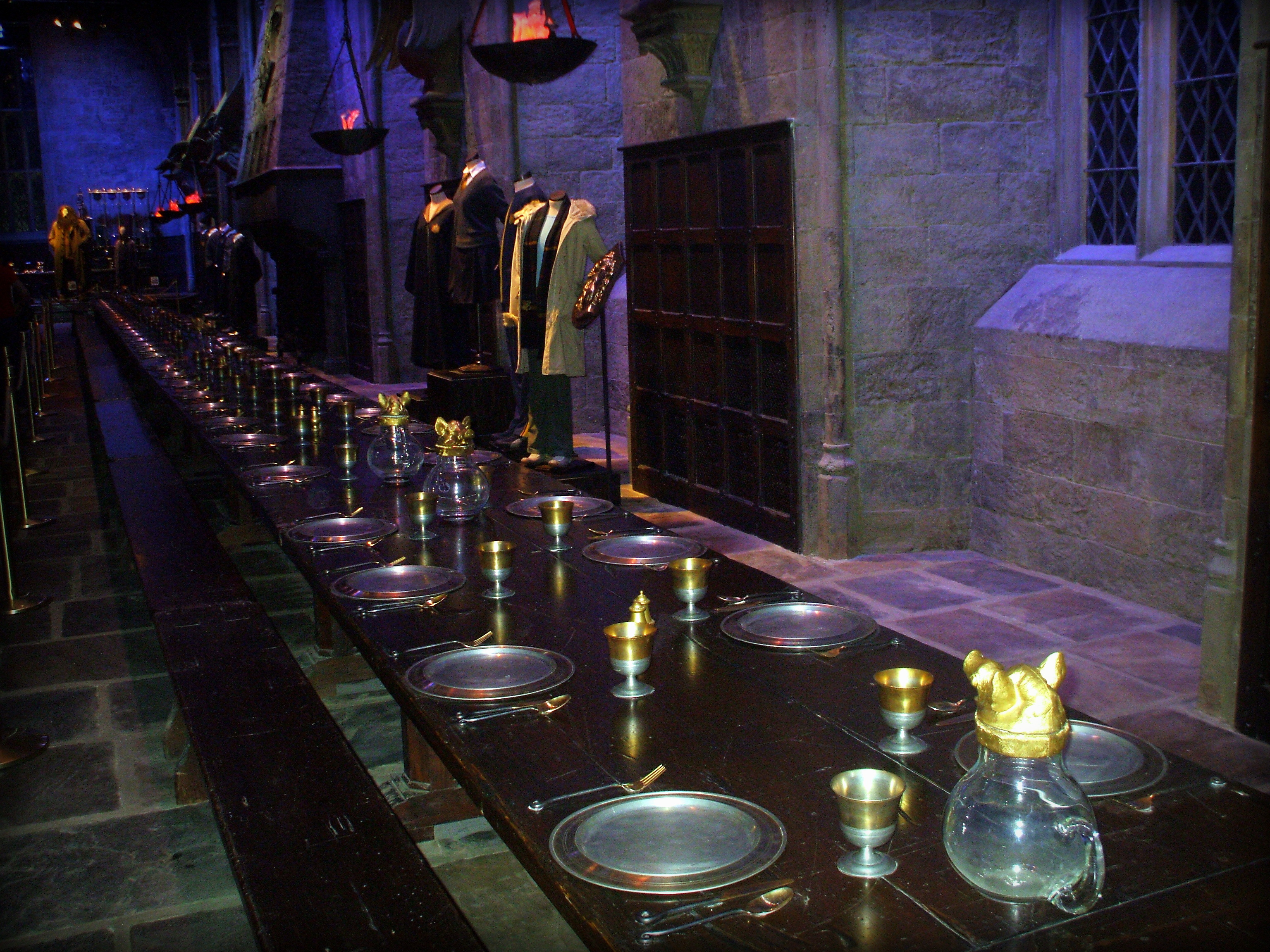
호그와트의 그레이트 홀.

호그와트의 요리사들은 집요정으로, 모두 숙련된 요리사이며 다양한 종류의 요리를 만들어낸다. 학교에서 제공되는 음식들은 직접 기른 채소들로 요리되며, 트리위저드 경기 등의 특수한 경우를 제외하면 호그와트의 음식들은 영국식 요리들이 대부분이다.  해리 포터를 쓸 당시 작가 조앤 롤링이 먹고싶었던 음식들을 썼었다고 한다.

### 퀴디치
빗자루를 타고 하는 스포츠이다. 위험할 수 있는데도 불구하고 퀴디치는 마법사 사회에서 가장 인기있다. 하지만 이가 부러지고 뼈에 금이 가거나 부러진 것은 마법으로 말끔하게 치료가 가능해 마법사들은 그렇게 위험하다고 생각하지는 않는 것 같다. 공은 4개로 각각 퀘이플, 블러저(2개), 골든 스니치가 있다. 추격꾼 3명, 몰이꾼 2명, 수색꾼 1명, 파수꾼 1명으로 총 7명으로 구성되어 있다. 인기가 아주 많아서 퀴디치 월드컵까지 있다.

#### 선수의 역할
- 추격꾼: 추격꾼은 퀘이플을 가지고 골대에 공을 넣어 득점을 한다.
- 몰이꾼: 몰이꾼은 클럽으로 선수들을 빗자루에서 떨어지게 하려는 블러저를 상대팀에게 보낸다.
- 수색꾼: 수색꾼은 골든 스니치를 잡는데 수색꾼이 골든 스니치를 잡으면 게임이 끝나고 골든 스니치를 잡은 수색꾼이 속하는 팀은 150점을 얻는다.
- 파수꾼: 파수꾼은 골대를 지킨다.

### 수업 기간과 휴일
호그와트의 휴일로는 크리스마스와 부활절 휴일이 있으며, 여름에는 긴 여름 방학이 있다. 학생들은 크리스마스와 부활절 휴일을 학교에서 보낼 수 있다. 학기는 9월 1일에 시작되어 다음 해 6월 말에 끝난다.

## 모티브

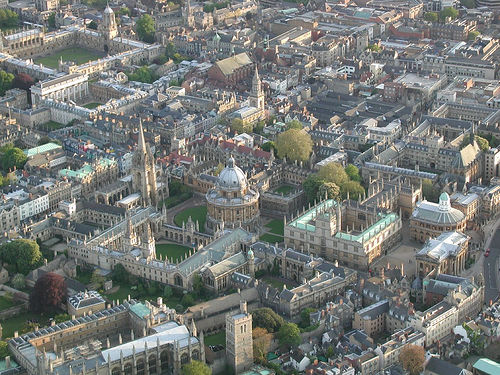
하늘에서 본 옥스포드 대학

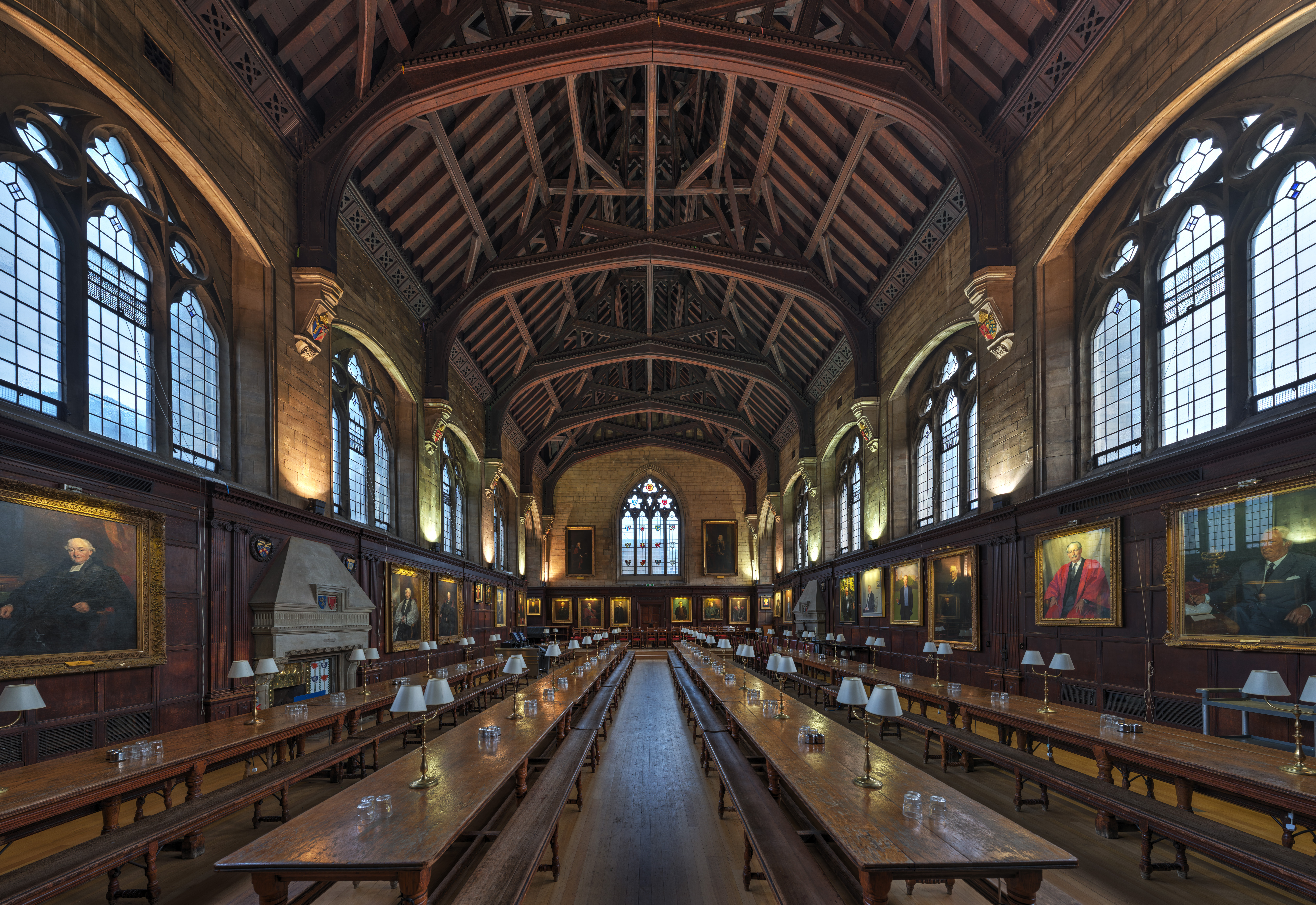
그레이트 홀의 모티브인 식당

호그와트의 모티브는 작가인 조앤 롤링이 영국의 대학인 옥스퍼드 대학교라고 밝혔다.

## 같이 보기
- 알버스 덤블도어